# Acadèmia de Belles Arts de Pennsilvània
L'Acadèmia de Belles Arts de Pennsilvània (Pennsylvania Academy of the Fine Arts; PAFA) és un museu i una escola de belles arts situada a Filadèlfia, a l'estat de Pennsilvània.
L'actual edifici del museu, dissenyat pels arquitectes nord-americans Frank Furness i George W. Hewitt, va ser inaugurat el 1876. Després aconsegueix el títol d'edifici històric (National Historic Landmark).

## L'Escola de Belles Arts

### Professors
- Thomas Pollock Anshutz
- Shelley spector

### Estudiants famosos
- Hugh Weiss (1925-2007)

## Museu
Fundat el 1805, PAFA és el museu d'art més antic dels Estats Units.